# イーサン・ラッセル
イーサン・ラッセル（Ethan Russell、1945年11月26日 - ）は、アメリカ合衆国の写真家、映像作家、著作家。彼はおもにロック・ミュージシャンの撮影を手がけ、イギリスの3大ロックバンドと称されたビートルズ、ローリング・ストーンズ、ザ・フーのアルバム・カバー写真を撮影した唯一の写真家として知られている。

## 家族と生い立ち
父親のチャールズ・ハウランド・ラッセルと母親のアリス・アレン・ラッセルの息子として生まれたラッセルは、サフラジェットのフローレンス・ジャフレイ・ハリマンと聖公会司教のヘンリー・C・ポッターの曾孫にあたる。兄弟姉妹にジェレミー・ラッセル（1944年-2005年）、リンダ・ラッセル・マットソン（1947年-）、アダム・ヘンリー・ラッセル（1953年-2009年）がおり、ジェレミーはロック・グループ、ブルー・チアーの創設者兼マネージャーを務めた。
一家は1950年にマンハッタンへ移住し、1952年にはサンフランシスコに移った。ラッセルはカリフォルニア州サンタバーバラ郊外にあるケイト・スクールに通い、カリフォルニア大学デービス校で英語と芸術を専攻した。その頃、彼は写真に興味を抱き、1968年のイギリス旅行を機にプロとしての活動を始めた。

## キャリア
フィラデルフィア・インクワイアラーは、キャリア開始時のラッセルについて、次のように報告している。
ロンドンにある彼のフラットには壁にサイケデリックなポスターが飾られ、紫のボロボロのビートル・ブーツが隅に放り込まれ、ニコンのカメラがテーブルの上に置かれていました。

ラッセルは作家になるという夢を抱いてロンドンに移住し、自閉症の子供たちの施設でパート・タイムで働き、ときおり写真撮影も行なった。彼は2013年のガーディアンのインタビューで、イギリスへの移住は映画の『欲望』がきっかけになったと述べている。1968年、ラッセルが撮影したブルー・チアーの写真を見たローリング・ストーンのジョナサン・コットは、彼をミック・ジャガーのインタビュー記事の写真家に採用した。サンデー・タイムズはインタビューの模様を次のように描写した。
ラッセルは歌手と意気投合し、1968年から1972年までローリング・ストーンズの公式写真家を務めた。これは彼の初期のフォト・セッションのひとつである。かつて作家のA・A・ミルンが所有していたハートフィールドのコッチフォード・ファームでのブライアン・ジョーンズを特集したもので、クリストファー・ロビンの像のそばに腰かけて挑発的に銃を構えているジョーンズの写真は、それから4か月後にプールの底で死んでいるのが発見されることになる運命のギタリストの苦悩が凝縮されている。しかし、それ以上に最も洞察に満ちた説得力のある写真は、1969年のアメリカ・ツアーにおけるバンドを写したものである。これはそれまで見たことのないものである。

音楽評論家のジョエル・セルヴィンは、サンフランシスコ・クロニクルに、ラッセルがローリング・ストーンズと接触した瞬間について、次のように書いた。
ラッセルはローリング・ストーンズを歴史的な分かれ道に立たせた。彼は創設メンバーであるブライアン・ジョーンズの最後の写真を何枚か撮った。彼はバンドから解雇された。ラッセルは自宅のプールで溺死体で発見されたジョーンズの祈念碑となったハイド・パークでのローリング・ストーンズの無料コンサートを撮影した。
ラッセルが撮った写真は、亡きブライアン・ジョーンズに捧げられた1969年リリースのコンピレーション・アルバム、『スルー・ザ・パスト・ダークリー』のフロント・カバーに使用された。

### ローリング・ストーンズの1969年アメリカ・ツアー
ストーンズは危険な量を摂取していました...人々はわたしが彼らと一緒にドラッグをやる誘惑に駆られたことがあるかと尋ねますが、わたしはハイになったり酔ったりしたことはありませんでした。キースのようになりたがった人々はみな結局死んでしまいました。—イーサン・ラッセル (ローリング・ストーン、1972年)

ラッセルは、ローリング・ストーンズの1969年アメリカ・ツアーの写真家として雇われ、バンドの数少ない随行者となった。サンフランシスコ・クロニクルは、彼の役割を次のように表現している。
ラッセルは、バンド・メンバーを含めてツアーに参加したわずか16名のうちのひとりだった。これまでにないローリング・ストーンズとの交流により、彼は古典となった写真を撮影した。

ジョエル・セルヴィンは次のように書いた。
ラッセルはローリング・ストーンズの1969年のツアー・パーティーに参加したが、それはオルタモント・フリーコンサートでの悲劇的な結果に終わった。それは正真正銘のビッグ・ツアーであり、彼が捉えた変革の世界はすぐに消え去った。
彼の写真は、1969年のツアー中に録音されたローリング・ストーンズのライヴ・アルバム『ゲット・ヤー・ヤ・ヤズ・アウト』のジャケットに使用された。

### ビートルズと映画『レット・イット・ビー』
CNNエンターテインメントの批評家、トッド・レオポルドは次のように述べた。
イーサン・ラッセルがビートルズと初めて会ったのは1969年の初めだった。ミック・ジャガーとローリング・ストーンズのプロダクション『ロックンロール・サーカス』の写真は、ビートルズの広報担当者、ニール・アスピノールの興味を惹き、彼はラッセルをトゥイッケナム撮影所に招いたが、そこでグループは映画の『レット・イット・ビー』を制作していた。ラッセルの写真は、ビートルズが最後にリリースしたゲートフォールドLP『レット・イット・ビー』のフロントと見開き部分に使用された。
ラッセルは1969年1月30日にロンドンのサヴィル・ロウにあるアップル・コア本社屋上で行なわれたルーフトップ・コンサートに参加して、ビートルズの最後のライヴ・パフォーマンスを撮影した。また同年8月22日には、ジョン・レノンとオノ・ヨーコが所有していたティッテンハースト・パークで行なわれたビートルズの最後の公式フォト・セッションに参加した。これらの写真のうちの2点は『ヘイ・ジュード』のアルバム・カバーに使用された。

### ザ・フー
ラッセルは1971年にザ・フーのアルバム『フーズ・ネクスト』のジャケット写真を撮影し、1973年にはアルバム『四重人格』に添付された44ページにわたるブックレットの白黒写真を撮影した。メンバーのピート・タウンゼントは、ラッセルの写真についてニュージーランド・ヘラルドの記者にこう述べた。
彼はこれらをナショナル・ギャラリーに出展するつもりらしい。イーサンはロックンロールという未開の芸術を文明的な眼で見ている。
ラッセルは『四重人格』のブックレットの写真で、第17回グラミー賞の”Best Recording Package”にノミネートされた。
1988年に発表された編集アルバム『フーズ・ベター、フーズ・ベスト』のアルバム・カバーには、彼が撮影した写真が使用された。

### その他のミュージシャン
ラッセルは、ジェリー・リー・ルイス、リンダ・ロンシュタット、ジョン・ハイアット、ロザンヌ・キャッシュも撮影した。彼の写真は、多くの雑誌の内側や表紙、そして数多くのアルバム・カバーに使用された。
1978年にラッセルは映画やビデオのスチール写真も手がけるようになり、今日ミュージック・ビデオのパイオニアのひとりと見なされている。1985年には、ハンク・ウィリアムズ・ジュニアの「There's a Tear in My Beer」のミュージック・ビデオがグラミー賞の最優秀ミュージックビデオ部門にノミネートされた。
1990年代、ラッセルはインタラクティブ・メディアに興味を抱き、デスクトップパソコンへのインタラクティブ・ビデオの配信を専門とする会社のクリエイティブ・ディレクターに就任した。
2007年にはローリング・ストーンズの1969年のアメリカ・ツアーに関する本を出版し、2021年には、ピーター・ジャクソン監督によるドキュメンタリー映画『ザ・ビートルズ: Get Back』のコンパニオン版が、ラッセルの多数の写真とともに出版された。
ラッセルは写真家、作家、映画製作者、プロデューサーとして活動しており、現在カリフォルニア州マリン郡で家族と共に住んでいる。

## 作品

### 著書
- Dear Mr. Fantasy : Diary of a Decade : Our Time and Rock and Roll. Houghton Mifflin Harcourt, Boston 1985, ISBN 0395344212.
- Let It Bleed: The Rolling Stones, Altamont, and the End of the Sixties. Springboard, London 2009, ISBN 9780446539043.
  - 『オルタモントのローリング・ストーンズ』中江昌彦訳 K&Bパブリッシャーズ、2011年 ISBN 978-4-90280-019-7
- An American Story: It's Your History. Help Write It. E-Book 2012.
- mit John Harris (Hrsg.), Peter Jackson, Hanif Kureishi, Linda McCartney und The Beatles: The Beatles : Get back. Apple/Callaway, London/New York 2021, ISBN 9780935112962.